# Silnice II/111
Silnice II/111 je česká silnice II. třídy ve Středočeském kraji, dlouhá 35 km. Vede z Bystřice přes Divišov a Český Šternberk směrem na Uhlířské Janovice. Na trase kříží dálnici D1 s nájezdem Šternov (exit 41).

## Trasa

### Středočeský kraj

#### Okres Benešov
- Bystřice (MÚK s I/3)
- Líšno
- Hliňánky
- Struhařov
  - křížení s II/112
  - obec
- rozcestí Bořeňovice/Jezero
- odbočka Třebešice
- odbočka Lbosín
- odbočka Litichovice
- Divišov (křížení s II/113)
- odbočka Měchnov
- MÚK s D1 (exit 41)
- Šternov
- odbočka Radonice
- Český Šternberk

#### Okres Kutná Hora
- odbočka Otryby
- Zalíbená
- Podveky
- Nechyba (napojení na II/125)

## Zajímavosti na trase
- zámek Líšno
- přírodní park Džbány-Žebrák a obora Louže
- zámek Třebešice
- rozhledna Špulka nad Lbosínem
- městys Divišov
- Šternovské kaskády
- hrad Český Šternberk

## Vodstvo na trase
V Bystřici vede přes Konopišťský potok, v okolí Hliňánek přes Benešovský, Pozovský a Budkovský potok a ve Struhařově přes Okrouhlický potok. Ve zbylém úseku vede silnice převážně po rozvodných návrších, s výjimkou přemostění řeky Sázavy v Českém Šternberku.